# North East Dundas Tramway
| 0-4-2T-Lok der G-Klasse von Sharp, Stewart & Co um 1899 mit einem gemischten Zug nach Zeehan auf der Montezuma-Brücke |                     |                                     |                                     |
| Picknick mit Orenstein & Koppel Lok der Dunkley Brothers (BN 2748) bei Kapia |                     |                                     |                                     |
| Streckenlänge: | 29 km               |                                     |                                     |
| Spurweite: | 610 mm (2-Fuß-Spur) |                                     |                                     |
| Maximale Neigung: | 3,6 ‰               |                                     |                                     |
| Minimaler Radius: | 30 m                |                                     |                                     |
| Streckengeschwindigkeit: | 13 bzw. 19 km/h     |                                     |                                     |
| |                     |                                     |                                     |
| \| \| 0 \| Zeehan \| Zeehan \| \| \| \| Wilson Street \| \| \| \| \| Racecourse \| \| \| \| \| King’s Siding \| \| \| \| \| J. L. Howard’s Timber Tram \| \| \| \| \| Hastings \| \| \| \| 7,3 \| Nickel Junction bzw. Nickel Show \| Nickel Junction bzw. Nickel Show \| \| \| \| North Dundas Road \| \| \| \| 8,0 \| Melba \| Melba \| \| \| \| Commonwealth \| \| \| \| \| Japi \| \| \| \| \| Confidence Saddle \| \| \| \| \| Great Northern \| \| \| \| \| Fraser’s bzw. Fraser’s Mine \| \| \| \| 23,3 \| Montezuma \| Montezuma \| \| \| \| Montezuma \| \| \| \| \| Fahl Ore \| \| \| \| \| Conliffe \| \| \| \| 29,0 \| Deep Lead bzw. ab 1898 Williamsford \| Deep Lead bzw. ab 1898 Williamsford \| \| \| \| Hercules Haulage (Standseilbahn) \| \| \| \| +1,6 \| Hercules Mine auf Mount Read \| Hercules Mine auf Mount Read \| |                     |                                     |                                     |
| Kopfbahnhof Streckenanfang (Strecke außer Betrieb) | 0                   | Zeehan                              | Zeehan                              |
| Haltepunkt / Haltestelle (Strecke außer Betrieb) |                     | Wilson Street                       | Wilson Street                       |
| Haltepunkt / Haltestelle (Strecke außer Betrieb) |                     | Racecourse                          | Racecourse                          |
| Haltepunkt / Haltestelle (Strecke außer Betrieb) |                     | King’s Siding                       | King’s Siding                       |
| Abzweig geradeaus und nach links (Strecke außer Betrieb) · Strecke von rechts (außer Betrieb) |                     | J. L. Howard’s Timber Tram          | J. L. Howard’s Timber Tram          |
| Haltepunkt / Haltestelle (Strecke außer Betrieb) |                     | Hastings                            | Hastings                            |
| Haltepunkt / Haltestelle (Strecke außer Betrieb) | 7,3                 | Nickel Junction bzw. Nickel Show    | Nickel Junction bzw. Nickel Show    |
| Bahnübergang (Strecke außer Betrieb) |                     | North Dundas Road                   | North Dundas Road                   |
| Bahnhof (Strecke außer Betrieb) | 8,0                 | Melba                               | Melba                               |
| Haltepunkt / Haltestelle (Strecke außer Betrieb) |                     | Commonwealth                        | Commonwealth                        |
| Haltepunkt / Haltestelle (Strecke außer Betrieb) |                     | Japi                                | Japi                                |
| Haltepunkt / Haltestelle (Strecke außer Betrieb) |                     | Confidence Saddle                   | Confidence Saddle                   |
| Haltepunkt / Haltestelle (Strecke außer Betrieb) |                     | Great Northern                      | Great Northern                      |
| Haltepunkt / Haltestelle (Strecke außer Betrieb) |                     | Fraser’s bzw. Fraser’s Mine         | Fraser’s bzw. Fraser’s Mine         |
| Bahnhof (Strecke außer Betrieb) | 23,3                | Montezuma                           | Montezuma                           |
| Brücke über Wasserlauf (Strecke außer Betrieb) |                     | Montezuma                           | Montezuma                           |
| Haltepunkt / Haltestelle (Strecke außer Betrieb) |                     | Fahl Ore                            | Fahl Ore                            |
| Haltepunkt / Haltestelle (Strecke außer Betrieb) |                     | Conliffe                            | Conliffe                            |
| Kopfbahnhof Streckenende (Strecke außer Betrieb) · Haltepunkt / Haltestelle Streckenanfang (Strecke außer Betrieb) | 29,0                | Deep Lead bzw. ab 1898 Williamsford | Deep Lead bzw. ab 1898 Williamsford |
| Strecke (außer Betrieb) |                     | Hercules Haulage (Standseilbahn)    | Hercules Haulage (Standseilbahn)    |
| Haltepunkt / Haltestelle Streckenende (Strecke außer Betrieb) | +1,6                | Hercules Mine auf Mount Read        | Hercules Mine auf Mount Read        |

Die North East Dundas Tramway  (NEDT) war eine 29 Kilometer lange Schmalspurbahn mit einer Spurweite von 610 mm (2 Fuß) an der Westküste von Tasmanien, die zwischen Zeehan und Deep Lead (jetzt Williamsford) verlief. Sie war Teil der Tasmanian Government Railways. Die ersten Garratt-Lokomotiven der TGR-Klasse K wurden auf dieser Strecke eingesetzt, ebenso wie zwei 0-4-2T-Lokomotiven der Klasse G von Sharp-Stewart aus Glasgow (Baujahr 1896) und eine große 2-6-4-0T-Gelenk-Lokomotive der Klasse J von der Maschinenfabrik Christian Hagans aus Erfurt (Baujahr 1900).

## Geschichte
Die Strecke wurde 1896 eröffnet, um Erz von den Williamsforder Bergwerken nach Zeehan zu bringen, wo es in Züge mit der Spurweite von 1067 mm (3 Fuß 6 Zoll) für den Transport nach Burnie umgeladen wurde. Die schmale Spurweite wurde wegen des extrem schwierigen Geländes der Eisenbahnstrecke gewählt, wofür mehrere große Brücken benötigt wurden, darunter eine am Fuße der Montezuma-Fälle. Die Eisenbahn wurde 1932 geschlossen.

## Lokomotiven
Mehrere Gleisbögen mit engem Radius erforderten eine sorgfältige Auswahl der Lokomotiven, die auf ihnen laufen sollten. Folglich wurden hauptsächlich Gelenklokomotiven eingesetzt. Die 2-6-4-0T der Klasse J von Hagans war die erste Gelenklokomotive, die auf der Strecke fuhr, und war mit einem Gewicht von 42 Tonnen zu der Zeit die schwerste 610 mm Schmalspurlokomotive auf der Südhalbkugel. Sie war stärker als vergleichbare Lokomotiven mit einer Spurweite von 1067 mm. Sie bewährte sich auf der Strecke. Später kamen außerdem die 0-4-0-+-0-4-0-Garratt-Lokomotiven der Klasse K hinzu, die bis zur Stilllegung der Strecke im Jahr 1929 eingesetzt wurden.
Die Sharp-Stewart-Lokomotiven wurden einige Jahre vor der Stilllegung verkauft, und die K-2 wurde ebenfalls verschrottet. Die K-1 und die Hagans-Lok blieben aber noch erhalten. Die K-1, die erste der Garratt-Loks, wurde an ihre Hersteller, Beyer-Peacock aus Manchester, zurückgegeben und fährt heute auf der Welsh Highland Railway in Nord-Wales. Die Hagans, die bis 1949 im Lokschuppen Zeehan eingemottet war, wurde aber inzwischen verschrottet.

## Unfälle
Im Bahnbetriebswerk von Zeehan ereignete sich am 17. Mai 1899 eine Kesselexplosion. Am 8. Juli 1905 gab es eine schwere Entgleisung.

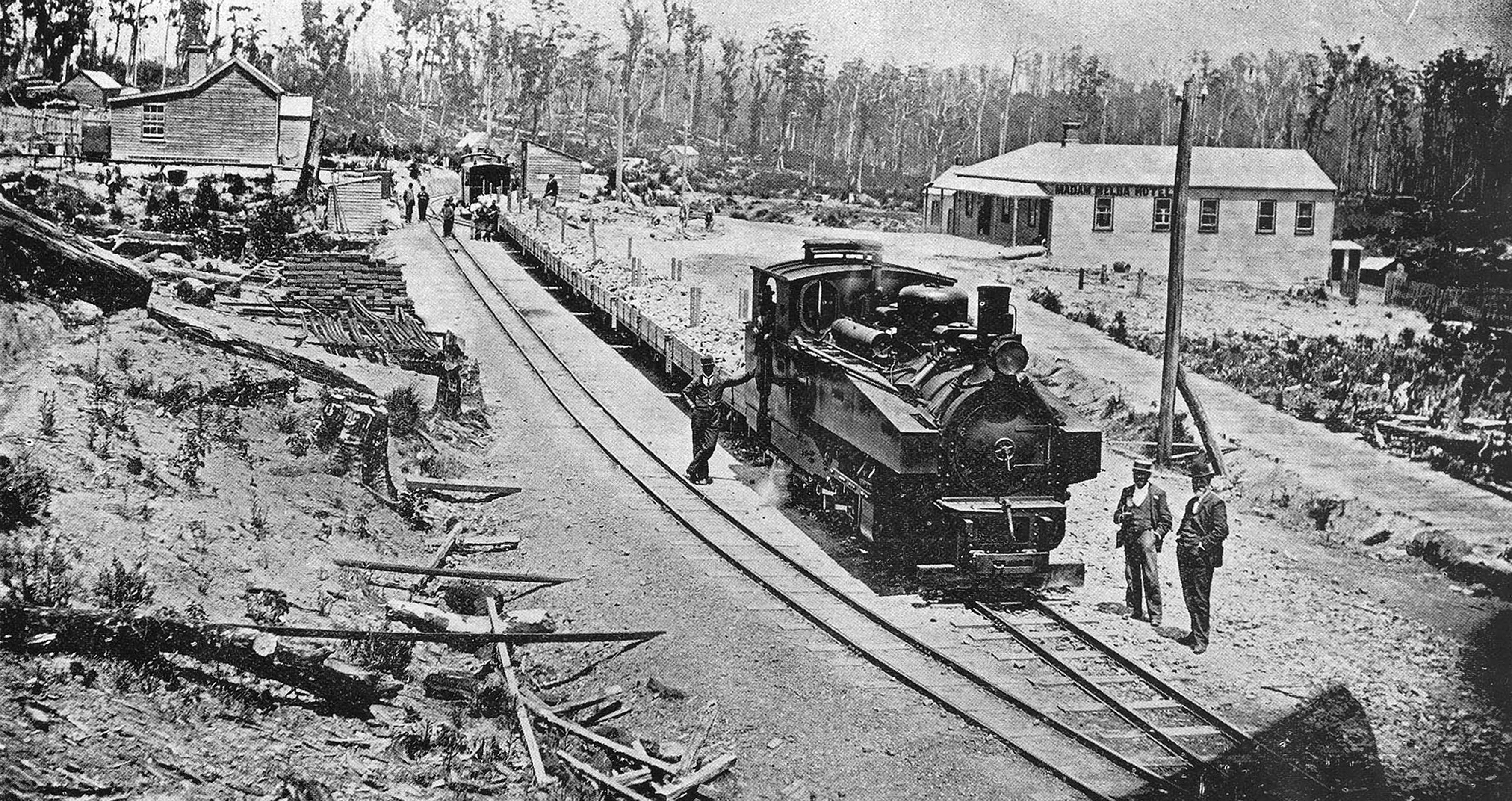
Hagans Klasse J in Five Mile (Melba)
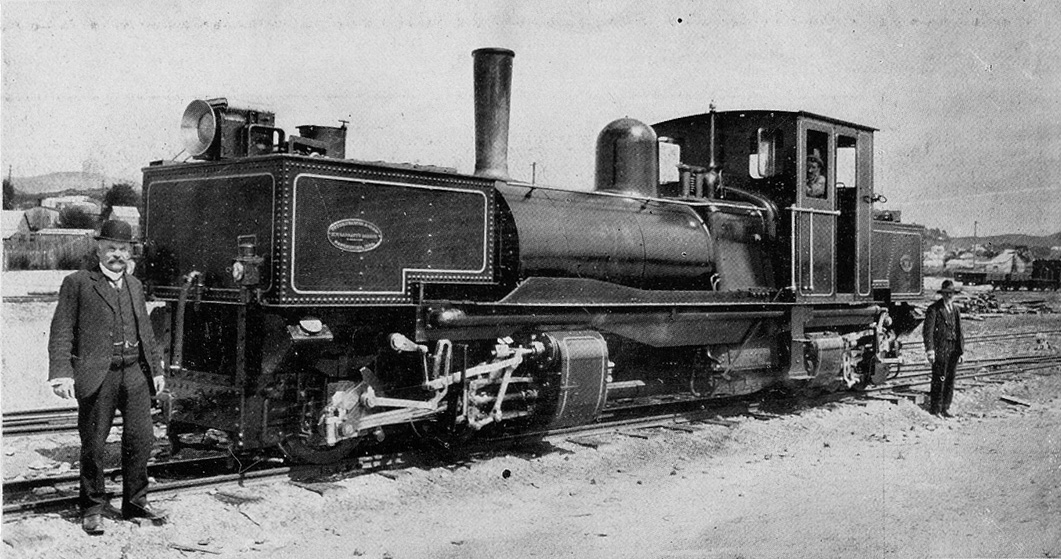
Garratt Klasse K in Zeehan
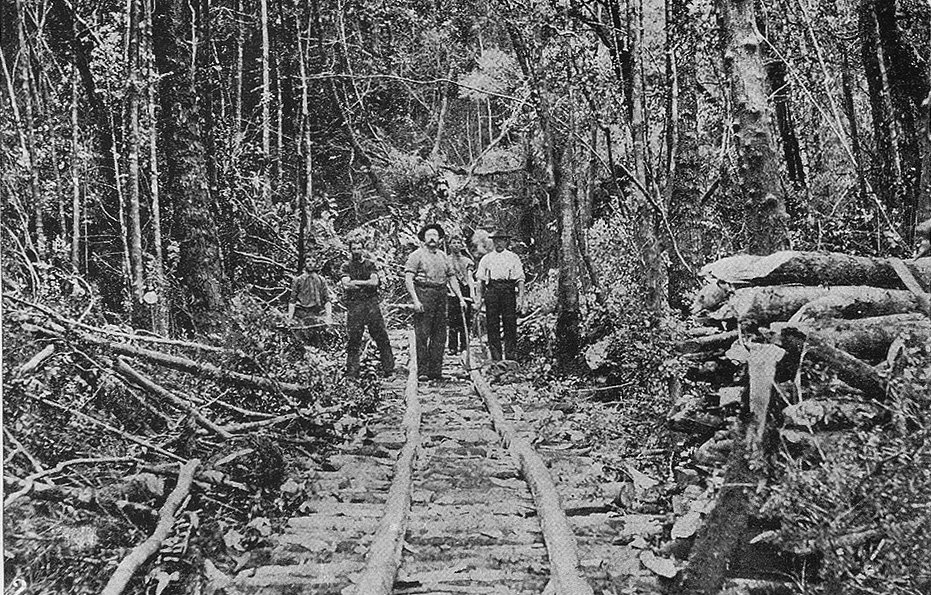
J. L. Howard’s Timber Tram zweigte bei King’s Siding ab
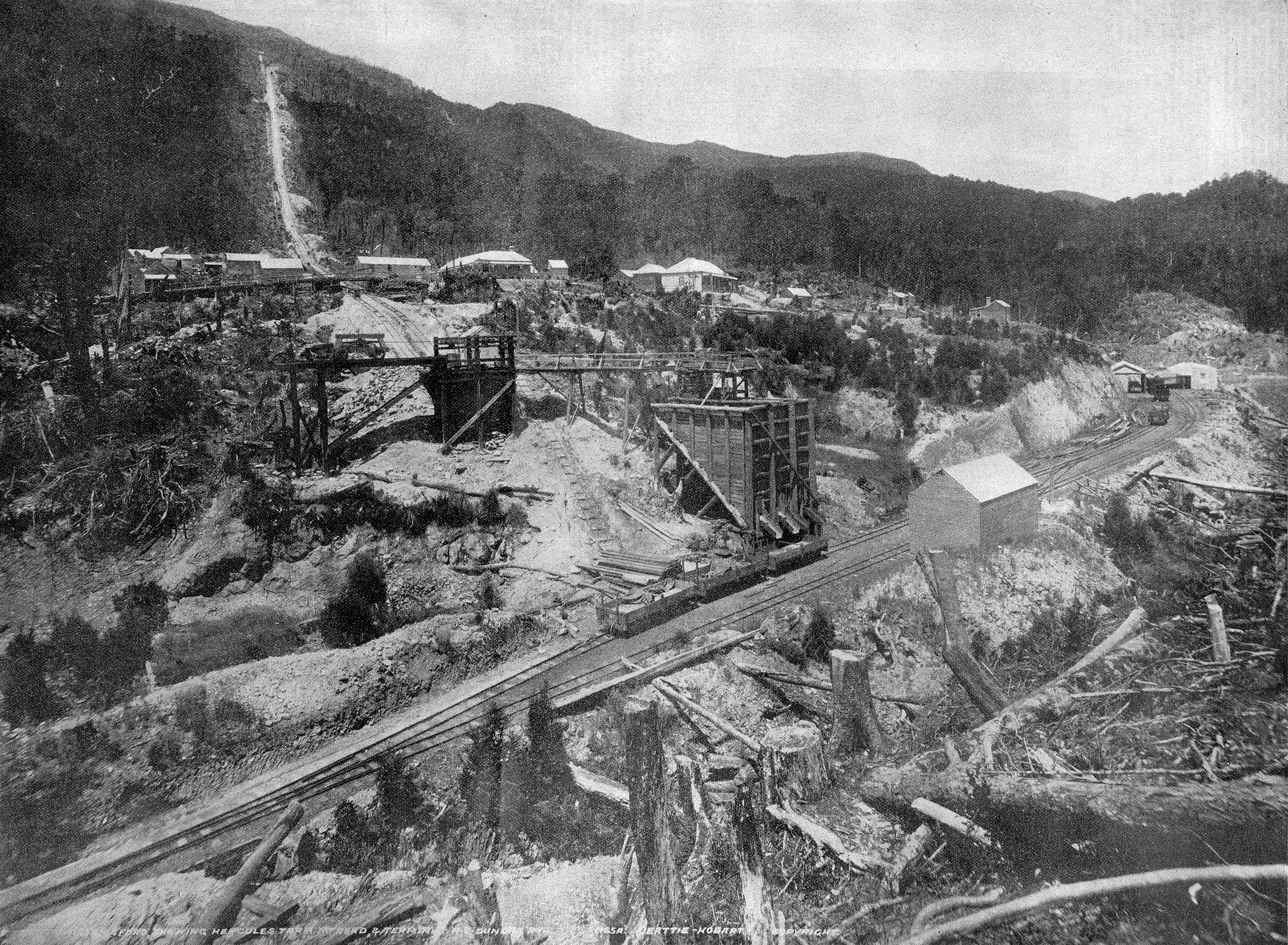
Williamsford mit Erzverladestelle, Hercules Haulage und Bahnhof